# Camaldoli (Campagna)
Camaldoli è una frazione di Campagna in provincia di Salerno (Campania). Ha una popolazione di 258 abitanti secondo il censimento del 2011.

## Geografia fisica
Si sviluppa a 355 metri di altitudine, in zona collinare fra le propaggini meridionali del Monte Nero, il fiume Sele e il fiume Trigento. È attraversata dalla Strada statale 91 della Valle del Sele e dalla SP153.

## Storia
Denominata in origine S. Abbondio, prende nome da un cenobio camaldolese ivi edificato. Sorta probabilmente nel XVI secolo si è ulteriormente sviluppata con la costruzione della strada statale 91 della Valle del Sele, rendendola luogo di passaggio obbligatorio per i collegamenti fra Campagna e i comuni dell'alto Sele. A seguito del terremoto dell'Irpinia del 1980 ha subito una totale distruzione degli edifici civili e l'abbattimento della chiesa di Santa Maria Domenica edificata negli anni cinquanta.

## Monumenti e luoghi d'interesse
- Eremo camaldolese di S. Maria Domenica: fondato nel XVI secolo dai camaldolesi di Napoli e dedicato a santa Maria Domenica, martire cristiana sotto Diocleziano uccisa, secondo la tradizione, nelle vicinanze. Il cenobio è composto da una cappella, dal soccorpo, da una foresteria e all'esterno presenta un'aia per la battitura del grano e due frantoi. La struttura, venduta dal demanio, è attualmente proprietà di un privato.
- Parrocchia-Santuario di Santa Maria Domenica: sorge sopra la medesima area della precedente chiesa risalente al 1950 e demolita in seguito al terremoto dell'80 e reca linee architettoniche contemporanee. L'edificio è a navata unica con un solo altare. Fu elevata a Parrocchia nel 1990 e nel 2014 è stata data in appartenenza alla parrocchia di Serradarce.
- Lungo la SS 91, in corrispondenza del ponte sul fiume Trigento sono ben visibili i ruderi di due antichi mulini ad acqua.

## Economia
La principale risorsa è la coltivazione e la produzione dell'olio di oliva Colline Salernitane (DOP).

## Centrali eoliche
Nelle località Piano del Cornale e Serra Lunga sono in fase di costruzione, tre centrali eoliche:
- Serra Lunga-Piano del Cornale, Campagna (Mw 46 di potenza)

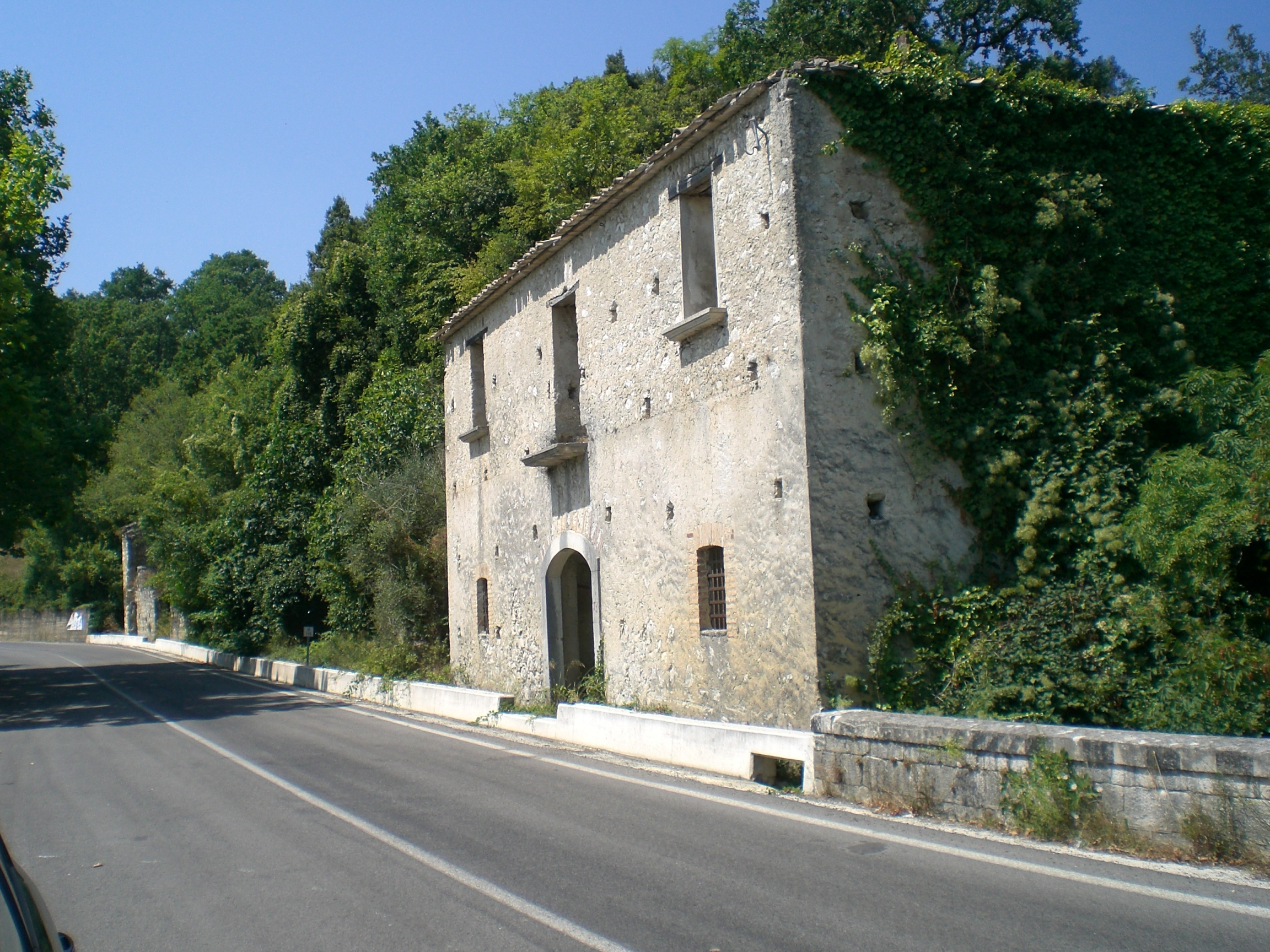
Antichi mulini un tempo azionati dalle acque del Trigento.

- Piano del Cornale, Campagna (Mw 40 di potenza)
- Piano del Cornale, Campagna e Contursi Terme (Mw 20 di potenza)